# Кломнице (станция)
Кломнице (пол. Kłomnice) — пассажирская и грузовая железнодорожная станция в селе Кломнице в гмине Кломнице, в Силезском воеводстве Польши. Имеет 2 платформы и 2 пути. 
Станция 3 класса построена на линии Варшаво-Венской железной дороги в 1846 году, когда эта территория была в составе Царства Польского.В 1868 году станции присвоен 2 класс.В 1889 году у станции 4 класс.   